# Habenaria magdalenensis
Habenaria magdalenensis är en orkidéart som beskrevs av Frederico Carlos Hoehne. Habenaria magdalenensis ingår i släktet Habenaria och familjen orkidéer. Inga underarter finns listade i Catalogue of Life.